# Conrad A. Nervig
Conrad Albinus Nervig, abitualmente accreditato come Conrad A. Nervig (Contea di Grant, 24 giugno 1889 – San Diego, 26 novembre 1980), è stato un montatore statunitense.
In circa trent'anni di carriera, dalla seconda metà degli anni venti alla prima metà degli anni cinquanta, partecipò alla realizzazione di 82 film, vincendo due volte l'Oscar al miglior montaggio, nel 1935 per Eskimo e nel 1951 per Le miniere di re Salomone.

## Filmografia parziale
- Winners of the Wilderness, regia di W. S. Van Dyke (1927)
- The Fair Co-Ed, regia di Sam Wood (1927)
- L'attrice (The Actress), regia di Sidney Franklin (1928)
- Il vento (The Wind), regia di Victor Sjöström (1928)
- Orchidea selvaggia (Wild Orchids), regia di Sidney Franklin (1929)
- The Idle Rich, regia di William C. de Mille (1929)
- L'onestà della signora Cheyney (The Last of Mrs. Cheyney), regia di Sidney Franklin (1929)
- Il tenente di Napoleone (Devil-May-Care), regia di Sidney Franklin (1929)
- Notte di peccato (A Lady to Love), regia di Victor Sjöström (1930)
- Call of the Flesh, regia di Charles Brabin (1930)
- Die Sehnsucht jeder Frau, regia di Victor Sjöström (1930)
- Passion Flower, regia di William C. de Mille (1930)
- La modella (Inspiration), regia di Clarence Brown (1931)
- Il figlio dell'India (Son of India), regia di Jacques Feyder (1931)
- The Guardsman, regia di Sidney Franklin (1931)
- Ritorno (Letty Lynton), regia di Clarence Brown (1932)
- Kongo, regia di William J. Cowen (1932)
- Downstairs, regia di Monta Bell (1932)
- Eskimo, regia di W. S. Van Dyke (1933)
- Le due città (A Tale of Two Cities), regia di Jack Conway (1935)
- Primavera (Maytime), regia di Robert Z. Leonard (1937)
- I candelabri dello zar (The Emperor's Candlesticks), regia di George Fitzmaurice (1937)
- 6,000 Enemies, regia di George B. Seitz (1939)
- Passaggio a Nord-Ovest (Northwest Passage), regia di King Vidor (1940)
- Phantom Raiders, regia di Jacques Tourneur (1940)
- Il bazar delle follie (The Big Store), regia di Charles Reisner (1941)
- Musica sulle nuvole (I Married an Angel), regia di W.S. Van Dyke II (1942)
- La commedia umana (The Human Comedy), regia di Clarence Brown (1943)
- Sempre nei guai (Nothing But Trouble), regia di Sam Taylor (1944)
- L'isola sulla montagna (High Barbaree), regia di Jack Conway (1947)
- Le miniere di re Salomone (King Solomon's Mines), regia di Compton Bennett e Andrew Marton (1950)
- La valle della vendetta (Vengeance Valley), regia di Richard Thorpe (1951)
- La vedova allegra (The Merry Widow), regia di Curtis Bernhardt (1952)
- Il bruto e la bella (The Bad and the Beautiful), regia di Vincente Minnelli (1952)
- L'urlo dell'inseguito (Cry of the Hunted), regia di Joseph H. Lewis (1953)
- La tela del ragno (The Cobweb), regia di Vincente Minnelli (1955)

## Riconoscimenti
- Premio Oscar
  - 1935 - Miglior montaggio per Eskimo
  - 1937 - Candidatura al miglior montaggio per Le due città
  - 1951 - Miglior montaggio per Le miniere di re Salomone